# Celatoria bosqi
Celatoria bosqi là một loài ruồi trong họ Tachinidae.